# Tipula (Trichotipula) uxoria
Tipula (Trichotipula) uxoria is een tweevleugelige uit de familie langpootmuggen (Tipulidae). De soort komt voor in het Neotropisch gebied.